# Dilar pumilus
Dilar pumilus är en insektsart som beskrevs av Navás 1903. Dilar pumilus ingår i släktet Dilar och familjen Dilaridae. Inga underarter finns listade i Catalogue of Life.